# 松井秀太郎
松井 秀太郎（、1999年10月15日 - ）は、日本のトランペット奏者、作曲家。

## 来歴
1999年東京都国立市生まれ。幼少期に家にあったおもちゃのキーボードを弾いて遊んでいた。その様子を見た両親が「音楽が好きなのだろう」と思い、本格的なキーボードを買い与えた。幼稚園の先生が弾いてくれた童謡などを耳コピして、鍵盤で音を探りながら独学で弾いて歌っていたという。また、クラシックのCDもよく聴かせていたこともあり、自然にクラシック音楽に馴染んだ。その後、ピアノを習うがあまり長続きしなかった。
小学3年時（9歳）から金管バンドでトランペットを始める。羽村第一中学校では吹奏楽部に入部、チャイコフスキーが好きになる。
国立音楽大学附属高等学校にてクラシックを学ぶ。同校付属オーケストラとコンチェルトを共演。日本モーツァルト青少年管弦楽団トランペット奏者として2年間活動する。
同大学入学を機にジャズ専修へ転向し小曽根真、エリック宮城らに師事。大学では学内公認のビックバンド「NEWTIDE JAZZ ORCHESTRA」に参加、リードトランペットを担当。この頃よりスタジオミュージシャンとして少しずつ学外からの依頼を受けるようになる。3年次の終わり頃から、プロとしての演奏活動が活発になる。自身のジャズコンサートやBLUE NOTE TOKYO ALL STAR JAZZ ORCHESTRA への参加、HYDEのコンサートサポート、スタジオ・レコーディング等、本格的にプロ活動を始める。
大学を首席で卒業、矢田部賞受賞。小曽根真と神野三鈴によるプロジェクト From Ozone Till Dawnに参加。小曽根真との共演でパシフィック・ミュージック・フェスティバルやブルーノート東京等に出演。
2022年11月12日、テレビ番組「題名のない音楽会」に今注目すべきアーティストとして出演し注目を集める。
2023年7月26日、avex-CLASSICSよりメジャー・デビュー・アルバム「STEPS OF THE BLUE」をリリース。9月22日、BLUE NOTE TOKYOにて単独公演を開催。
2024年1月より、全国のコンサートホールを回る「松井秀太郎Concert Hall Live Tour」を開催。2023年度 第36回ミュージック・ペンクラブ音楽賞《ポピュラー部門》新人賞を受賞。
テレビ朝日ドラマプレミアム『黄金の刻〜服部金太郎物語〜』メインテーマにフィーチャリングとして参加。
2024年8月18日、MBS/TBS系列局「情熱大陸」に出演し注目を集める。
2024年10月23日、avex-CLASSICSよりニューヨークで凄腕ミュージシャンたちと共演録音したセカンド・アルバム『DANSE MACABRE』がリリースされる。
ソロ活動の他に米津玄師の楽曲「LADY」やKing Gnuのライブに参加するなどアーティストサポート、スタジオミュージシャンとしても幅広く活動。
第8回国立音楽大学同調会「くにたち賞」奨励賞を受賞。

## ディスコグラフィ

### アルバム
- STEPS OF THE BLUE（2023年7月26日、avex-CLASSICS）
  - STEPS OF THE BLUE〈LP盤〉（2023年8月30日）
- DANSE MACABLE（2024年10月23日、avex-CLASSICS）
  - DANSE MACABRE〈LP盤〉（2024年10月2日）

### 配信シングル
- Danse Macabre（2024年8月21日、avex-CLASSICS） - アルバム『DANSE MACABLE』より先行配信

## メディア出演

### テレビ
- 題名のない音楽会（2022年11月12日、テレビ朝日）[13]
- 情熱大陸 Vol.1314（2024年8月18日、MBS/TBS系列局）[14][15]
- クラシックTV（2024年11月7日、NHK）